# Popów (województwo lubelskie)
Popów – wieś w Polsce położona w województwie lubelskim, w powiecie kraśnickim, w gminie Annopol.
Miejscowość położona przy drodze wojewódzkiej 824. Wieś stanowi sołectwo gminy Annopol. Według Narodowego Spisu Powszechnego (III 2011 r.) wieś liczyła 252 mieszkańców.
Wieś duchowna  położona była w drugiej połowie XVI wieku w powiecie urzędowskim województwa lubelskiego. W latach 1975–1998 miejscowość położona była w województwie tarnobrzeskim.